# Ечтыпур
Ечтыпур — река в России, протекает по Пуровскому району Ямало-Ненецкого автономного округа. Начинается среди сосново-берёзового леса, долина реки в верховьях заболочена. Течёт в северо-западном направлении до впадения Каттойечтипура, затем поворачивает на север и протекает по лесистой местности. Ниже устья Наскаяхи по берегам Ечтыпура появляется кедр, в низовьях ему сопутствует лиственница. Устье реки находится в 7 км от устья реки Янгъягун на высоте 86,3 метра над уровнем моря. Длина реки составляет 91 км. Высота устья — 86,3 м над уровнем моря.

## Гидроним
Название происходит из лесного ненецкого языка, на котором звучит как Динч" пюљ и имеет значение 'бурлящая сосновая река'.

## Притоки
(указано расстояние от устья)
- река Айягун[4] (левый)
- 53 км: река Наскаяха[4] (правый)
- 66 км: река Юхъягун[3] (левый)
- 69 км: река Каттойечтыпур[3] (левый)

## Данные водного реестра
По данным государственного водного реестра России относится к Нижнеобскому бассейновому округу, водохозяйственный участок реки — Пур. Речной бассейн реки — Пур.
Код объекта в государственном водном реестре — 15040000112115300054977.